# Important Plant Areas
Important Plant Areas (IPAs) sind Gebiete, die aus Sicht der Pflanzenvielfalt bedeutsam sind und deshalb im Rahmen der 2002 von den Vertragsstaaten des Übereinkommens über die biologische Vielfalt verabschiedeten Globalen Strategie zum Schutz der Pflanzen dauerhaft gesichert werden sollen. Das Konzept Important Plant Area (IPA) zur Ermittlung dieser Gebiete wurde durch die Erfolge der Important Bird Areas inspiriert und von Plantlife International und Planta Europa entwickelt, einem Dachverband von 75 europäischen Regierungs- und Nichtregierungsorganisationen aus 35 Staaten, die sich dem botanischen Naturschutz verschrieben haben. Deutschland wird dort durch den NABU und das Bundesamt für Naturschutz vertreten.

## Bedeutung
Important Plant Areas (IPA) sind keine neue Schutzkategorie, sondern ein methodisches  Konzept zur Umsetzung der Globalen Strategie zum Schutz der Pflanzen. Die Vertragsstaaten werden damit in die Lage versetzt, Prioritäten für den Schutz der Pflanzenvielfalt zusetzen und die Einhaltung der Verpflichtung anhand konkreter Daten abzurechnen. In der ersten Phase sollen die für den botanischen Artenschutz wichtigsten Gebiete der Erde mit Hilfe einer konsistenten Methode identifiziert und in der zweiten Phase der Schutz dieser Gebiete verbessert werden. Strategische Ansätze sind dabei neben Management-Programmen auch Überwachung und Monitoring sowie Dokumentation, Wissensvermittlung und Öffentlichkeitsarbeit.
Unter Pflanzen werden neben  Gefäßpflanzen auch Algen, Moose, Flechten  und Pilze verstanden. 2.336 IPAs in 34 Ländern (Stand September 2023) sind Teil des Programms, um die einheimischen Wildpflanzen und Lebensräume zu schützen.

## Kriterien
IPAs werden in Europa anhand von drei Kriterien ermittelt.
- Kriterium A (gefährdete Arten): Das Gebiet beherbergt bedeutende Populationen einer oder mehrerer Arten von globalem oder europäischem Schutzinteresse. Das Kriterium teilt sich in vier Unterkriterien auf, welche die Gefährdung auf globaler und europäischer Ebene sowie verschiedene Grade von Endemismus berücksichtigen.
  - Gebiet mit global gefährdeten Sippen.
  - Gebiete mit europaweit gefährdeten Sippen.
  - Gebiete mit gefährdeten nationalen Endemiten.
  - Gebiete mit nahezu endemischen Arten.
- Kriterium B (Artenvielfalt): Das Gebiet beherbergt eine große Vielfalt habitatspezifischer Pflanzenarten.
- Kriterium C (gefährdete Habitate): Das Gebiet enthält weltweit, regional oder national bedrohte oder eingeschränkte Lebensraum-/Vegetationstypen und/oder Lebensräume, deren Ausdehnung auf nationaler Ebene stark zurückgegangen ist.

## Beispiele für Important Plant Areas
Bisher in Europa identifizierte Important Plant Areas befinden sich überwiegend in Mittel- und Osteuropa. Weitere IPA-Aktivitäten finden in Großbritannien und Italien sowie außerhalb Europas statt.

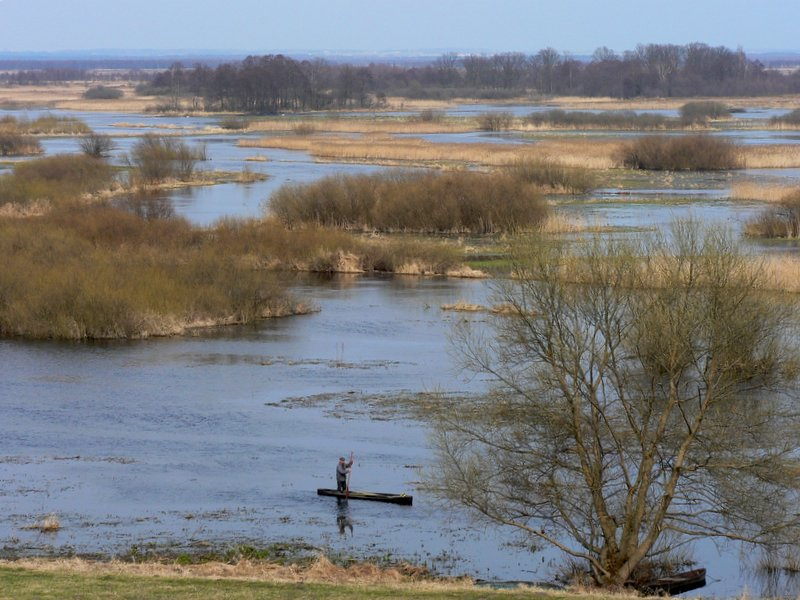
Dolina Biebrzy (Polen)
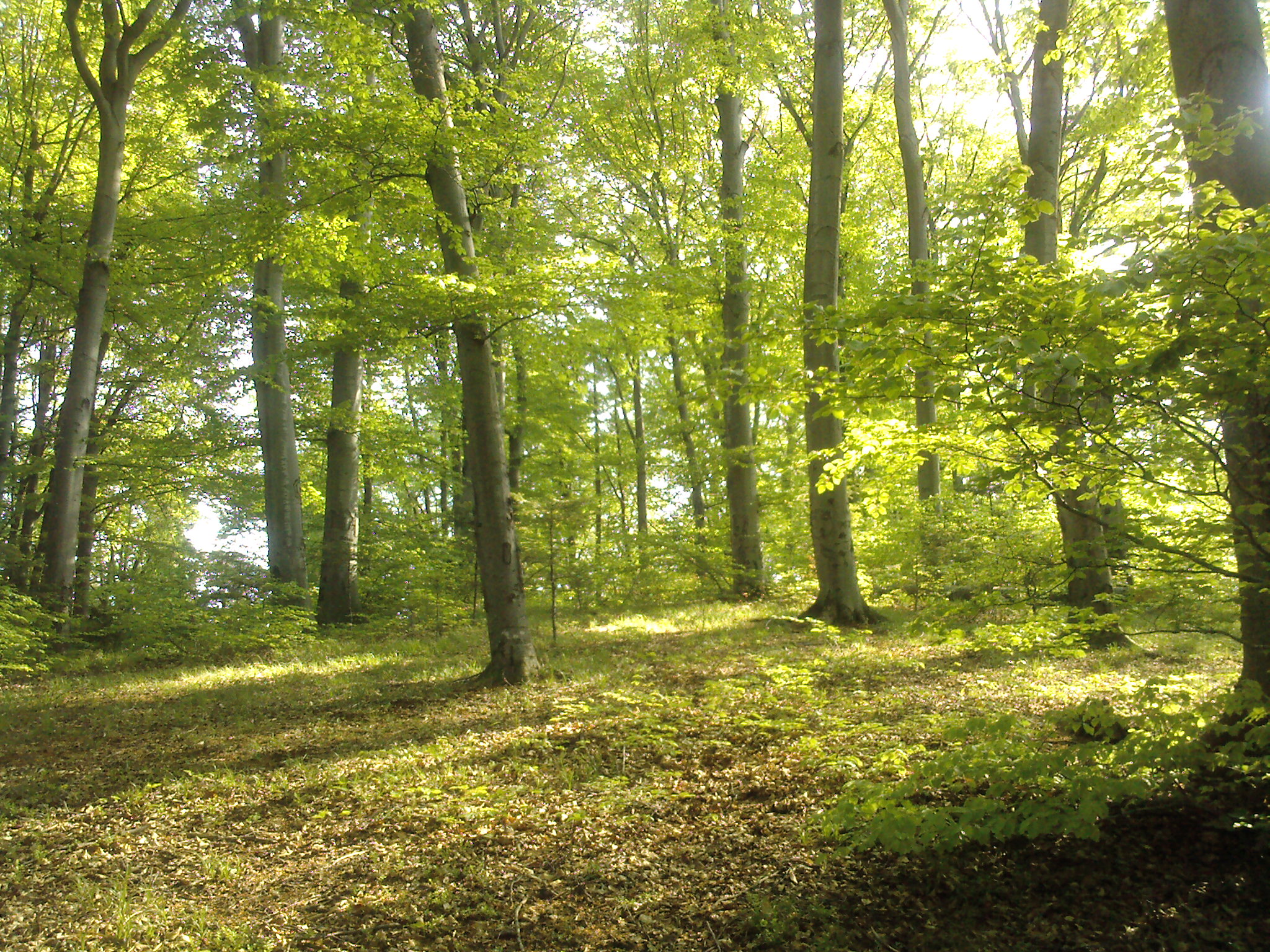
Pădurea Bogății (Rumänien)
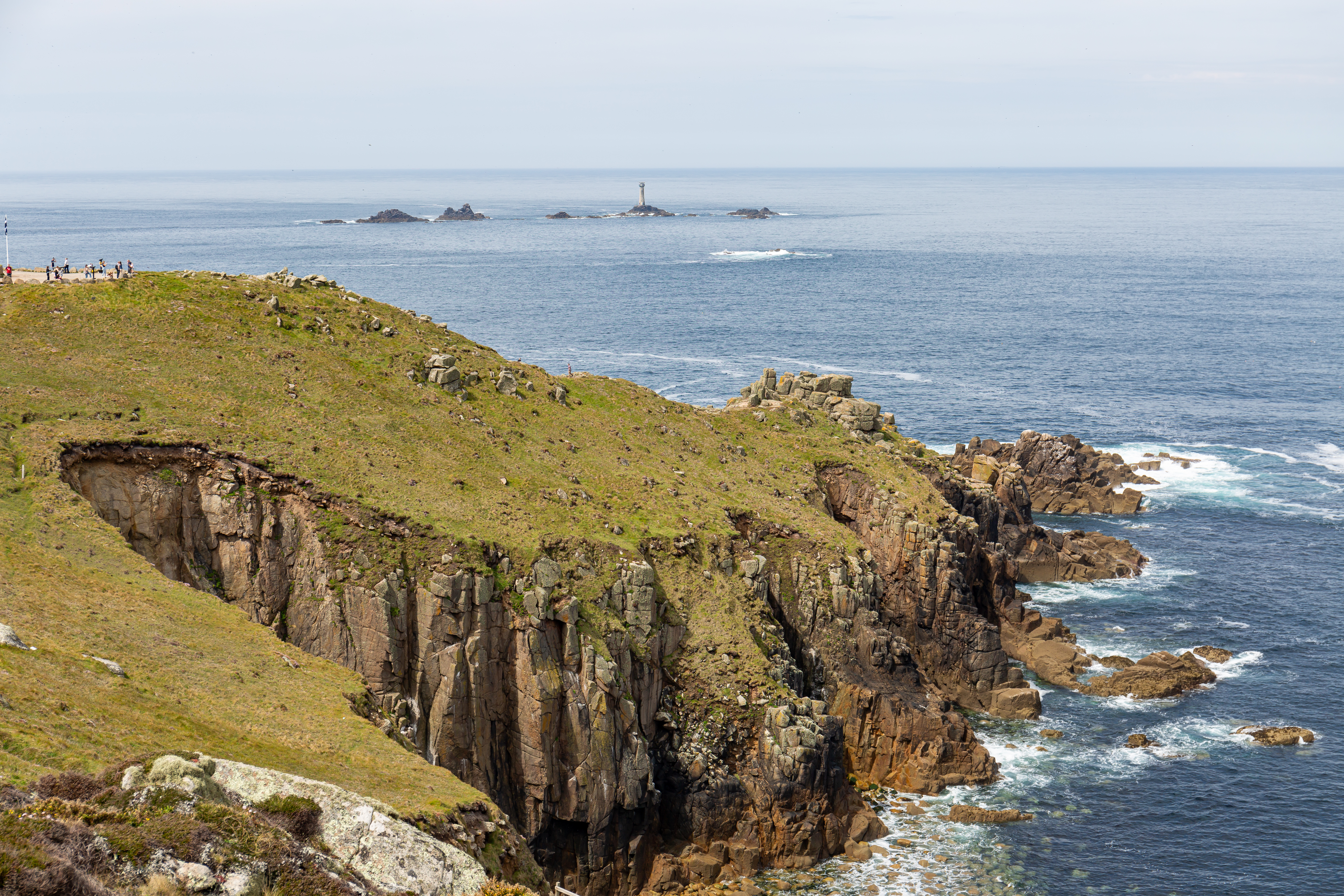
Land’s End (Vereinigtes Königreich)
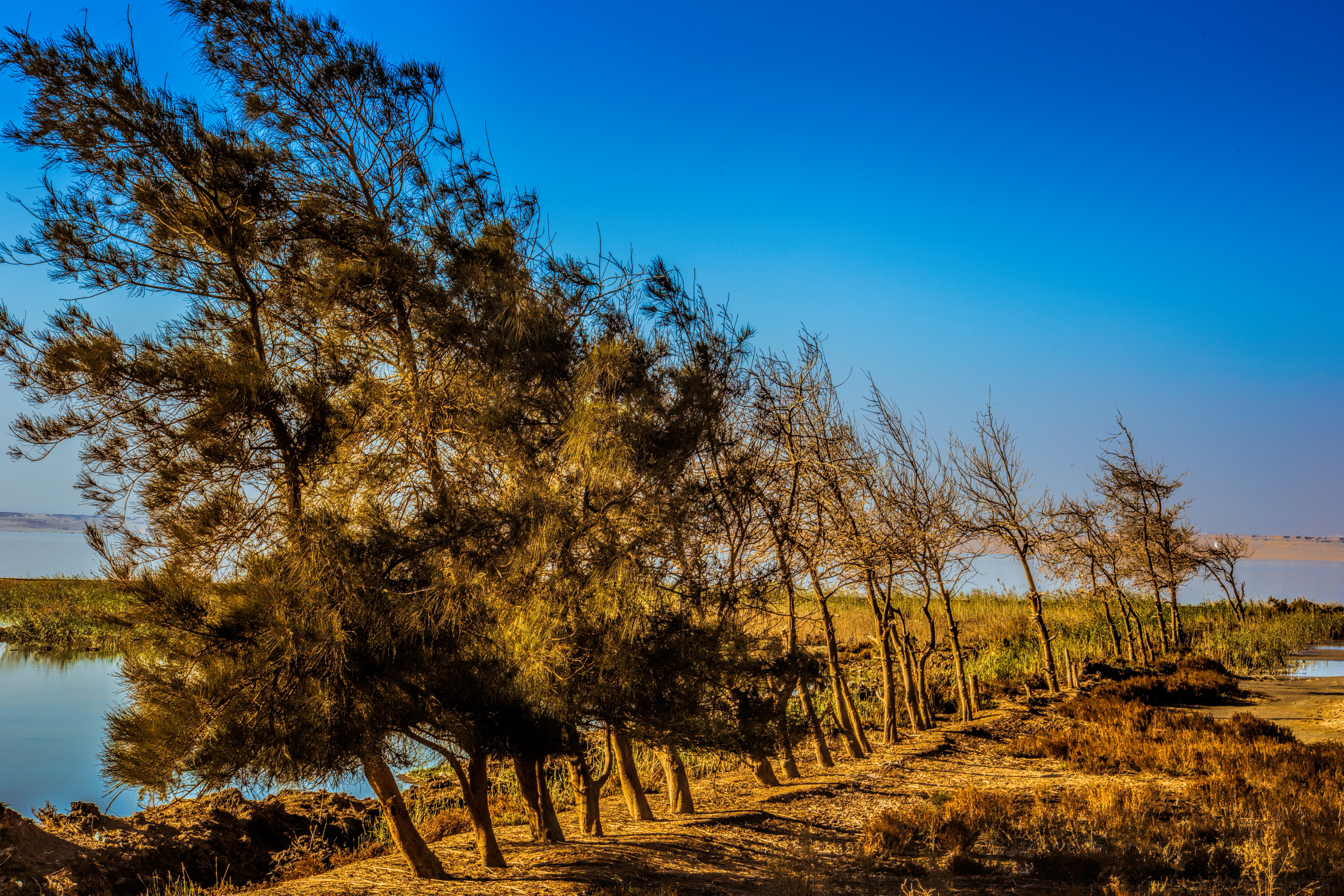
Wadi El Rayan (Ägypten)

## Tropical Important Plant Areas, TIPA
Gemeinsam mit den Royal Botanic Gardens (Kew) arbeitet Plantlife seit 2015 an dem Programm Tropical Important Plant Areas, um die Standorte zu ermitteln, die weltweit bedrohte tropische Arten und Lebensräume und/oder einen außergewöhnlichen Pflanzenreichtum beherbergen.
Ähnlich der Kriterien der TPA folgt auch TIPA einer sehr ähnlichen dreistufigen Skala.
- Kriterium A (Vorhandensein bedrohter Pflanzenarten): Das Gebiet beherbergt bedeutende Populationen einer oder mehrerer Arten, die von globaler oder regionaler Bedeutung für die Erhaltung sind.
- Kriterium B (Vorhandensein eines hohen botanischen Reichtums): Das Gebiet weist eine außergewöhnlich reiche Flora in Bezug auf einen bestimmten Vegetationstyp auf. Enthält eine außergewöhnliche Anzahl von Arten, die für die Erhaltung von Bedeutung sind, und/oder eine außergewöhnliche Anzahl von Pflanzenarten von sozialem, wirtschaftlichem oder kulturellem Wert.
- Kriterium C (Vorhandensein bedrohter Lebensräume): Das Gebiet ist ein herausragendes Beispiel für einen Lebensraum- oder Vegetationstyp von globaler, regionaler oder nationaler Bedeutung für die Erhaltung und Botanik.

Aktuell gibt es Projekte in Bolivien, den Britischen Jungferninseln, Kamerun, Äthiopien, Guinea, Indonesien, Mosambik und Uganda.